# 1966 no teatro

## Nascimentos
| Data           | Nome             | Profissão | Nacionalidade  | Observações | Ref |
| -------------- | ---------------- | --------- | -------------- | ----------- | --- |
| 3 de março     | Fernando Colunga | ator      | México         |             |     |
| 24 de maio     | Helena Ranaldi   | atriz     | Brasil         |             |     |
| 28 de junho    | John Cusack      | ator      | Estados Unidos |             |     |
| 31 de agosto   | Marcos Winter    | ator      | Brasil         |             |     |
| 9 de setembro  | Licurgo Spinola  | ator      | Brasil         |             |     |
| 12 de setembro | Malu Mader       | atriz     | Brasil         |             |     |
| 15 de setembro | Fernanda Torres  | atriz     | Brasil         |             |     |
| 12 de novembro | David Schwimmer  | ator      | Estados Unidos |             |     |
| 19 de novembro | Narjara Turetta  | atriz     | Brasil         |             |     |
| 23 de dezembro | Cláudia Raia     | atriz     | Brasil         |             |     |
| 28 de dezembro | Giulia Gam       | atriz     | Brasil         |             |     |

## Mortes
| Data        | Nome             | Profissão | Nacionalidade  | Observações | Ref |
| ----------- | ---------------- | --------- | -------------- | ----------- | --- |
| 23 de julho | Montgomery Clift | ator      | Estados Unidos | n. 1920     |     |